# John Allsebrook Simon
John Allsebrook Simon I visconte di Simon (Manchester, 28 febbraio 1873 – Londra, 11 gennaio 1954) è stato un politico britannico.
Fu eletto ai Comuni nel 1906 come deputato del Partito Liberale nel collegio di Walthamstow. Dal 1915 al 1916 fu Segretario di Stato per gli Affari Interni nel governo Asquith, ma si dimise per la sua opposizione contro la costrizione obbligatoria. Dal 1931 al 1935 fu ministro degli Esteri. Si avvicinò progressivamente ai conservatori, sostenendo la politica del disarmo e le buone relazioni con la Germania nazista. Tra il 1935 e il 1937 fu Segretario di Stato per gli Affari Interni e successivamente dal 1937 al 1940 Cancelliere dello Scacchiere nel governo Chamberlain.
Salito al potere Churchill, fu dal 1940 al 1945 Lord Cancelliere.